# Democratisering van kennis
Democratisering van kennis is de verwerving en verspreiding van kennis onder en door grotere delen van de bevolking, niet slechts bevoorrechte elites als priesters en academici. De belangrijkste bijdrage hiertoe was de ontwikkeling van de boekdrukkunst. Deze maakte de wetenschappelijke revolutie mogelijk, maar versnelde onder meer ook de Reformatie en de Verlichting. Zo konden er tussen 1517 en 1520 300.000 exemplaren van het werk van Luther verspreid worden door Europa.

## Geschiedenis
De ontwikkeling van spraak en taal maakte het eenvoudiger mogelijk om kennis te delen. Door de ontwikkeling van het muzikale beginsel met het metrum en standaardformuleringen was het mogelijk om een werk in zijn geheel mondeling over te dragen in de tijd voordat het schrift voldoende verspreid was. Herhaling was een belangrijk instrument om teksten te kunnen onthouden. Dit betekende wel dat veranderingen niet makkelijk verwerkt konden worden, wat conservatisme en traditionalistische in de hand werkte.
De ontwikkeling van het schrift betekende niet alleen dat informatie eenduidiger kon worden gedeeld, het maakte ook een abstractere denkwijze mogelijk. Er was echter slechts een kleine elite die overweg kon met de ingewikkelde schriftsystemen. Met de komst van het alfabet werd dit eenvoudiger en daardoor toegankelijker voor een groter publiek. Religieuze teksten konden nu ook door leken worden geraadpleegd, wat belangrijke gevolgen had voor de ontwikkeling van nieuwe religies.
De productie van handgeschreven boeken was echter sterk beperkt en daarmee ook het publiek. De ontwikkeling van de blokdruk in China bracht hierin enige verbetering, maar het Chinese karakterschrift maakte ook dit nog arbeidsintensief. Hoewel de boekdrukkunst in Korea eerder tot ontwikkeling kwam, betekende het vooral in Europa een omwenteling van ongekende aard. Plotseling kon een veel groter publiek aangesproken worden en in combinatie met betere scholing steeg de geletterdheid. Onder meer kranten en encyclopedieën maakten daarna informatie beter bereikbaar, terwijl met meer en beter onderwijs de vaardigheden verkregen werden om de informatie te kunnen duiden. Radio en televisie zorgde daarna voor een extra dimensie. Met de komst van internet werd de toegang tot informatie sterk vergroot en werd interactiviteit mogelijk.

## Kritiek
Vroege kritiek op het schrift kwam van Plato die stelde dat het geheugen er door verzwakte, terwijl het de emotie uit communicatie haalt, waardoor het "dode" kennis zou worden. Kritiek op de democratisering van kennis kwam ook van Rousseau. Volgens hem stond de hang naar kennis werkelijk nuttig werk in de weg.
Weerstand is er geweest bij vrijwel alle nieuwe technieken. Klerken die jaren nodig hadden gehad om het spijkerschrift te beheersen, zagen hun bevoorrechte positie bedreigd. De introductie van de boekdrukkunst ging ook met de nodige weerstand gepaard. Filippo di Strata stelde: Zesduizend jaar lang is het goed gegaan met de wereld zonder de boekdrukkunst. Waarom zouden we dat dan nu veranderen? Johannes Trithemius wist: Gedrukte boeken zullen nooit de gelijke van handschriften zijn. De simpele reden is dat kopiëren met de hand meer toewijding en arbeid vereist. Veelgehoorde kritiek was dat de onwetende massa niet om kon gaan met de kennis die zo voor hen beschikbaar kwam. Duiding diende te gebeuren door hen die hier de vaardigheden voor hadden. Hierbij wordt een onderscheid gemaakt tussen informatie en kennis, waarbij zonder de juiste vaardigheden verkeerde conclusies getrokken kunnen worden aan de hand van de beschikbaar gekomen informatie.
Minder hoogstaande motivaties hadden vaak betrekking op het verlies van macht dat gepaard gaat met kennis. Overheden verloren een deel van het overwicht dat met informatie en kennis verkregen werd.